# Grand Slam of Darts 2023
De Mr Vegas Grand Slam of Darts 2023 was de zeventiende editie van de Grand Slam of Darts georganiseerd door de PDC. Het toernooi werd gehouden van 11 tot en met 19 november in de Aldersley Leisure Village, Wolverhampton.

## Prijzengeld
Het prijzengeld bleef behouden ten opzichte van de editie een jaar eerder. 
| Plaats (aantal spelers) | Plaats (aantal spelers) | Prijzengeld (Totaal: £ 650.000) |
| ----------------------- | ----------------------- | ------------------------------- |
| Winnaar                 | (1)                     | £ 150.000                       |
| Runner-up               | (1)                     | £ 70.000                        |
| Halve finale            | (2)                     | £ 50.000                        |
| Kwartfinale             | (4)                     | £ 25.000                        |
| Laatste 16              | (8)                     | £ 12.500                        |
| Derde in groep          | (8)                     | £ 8.000                         |
| Vierde in groep         | (8)                     | £ 5.000                         |
|                         |                         |                                 |
| Groepswinnaar bonus     | (8)                     | £ 3.500                         |
| 9-darter                | -                       | £ 10.000                        |

## Kwalificatie
De gekwalificeerden waren:

### Kwalificatie
Opmerking: Schuingedrukte spelers waren al gekwalificeerd
| PDC Hoofdtoernooien          | PDC Hoofdtoernooien | PDC Hoofdtoernooien | PDC Hoofdtoernooien        | PDC Hoofdtoernooien | PDC Hoofdtoernooien |
| Toernooi                     | Jaar                | Positie             | Speler                     | | Gekwalificeerd      |
| ---------------------------- | ------------------- | ------------------- | -------------------------- | --- | ------------------- |
| PDC World Darts Championship | 2023                | Winnaar             | Michael Smith              | Michael Smith Michael van Gerwen Nathan Aspinall Luke Humphries Chris Dobey Andrew Gilding Peter Wright Gerwyn Price Jonny Clayton Rob Cross James Wade Gary Anderson |                     |
| Grand Slam of Darts          | 2022                | Winnaar             | Michael Smith              | Michael Smith Michael van Gerwen Nathan Aspinall Luke Humphries Chris Dobey Andrew Gilding Peter Wright Gerwyn Price Jonny Clayton Rob Cross James Wade Gary Anderson |                     |
| Premier League Darts         | 2023                | Winnaar             | Michael van Gerwen         | Michael Smith Michael van Gerwen Nathan Aspinall Luke Humphries Chris Dobey Andrew Gilding Peter Wright Gerwyn Price Jonny Clayton Rob Cross James Wade Gary Anderson |                     |
| World Matchplay              | 2023                | Winnaar             | Nathan Aspinall            | Michael Smith Michael van Gerwen Nathan Aspinall Luke Humphries Chris Dobey Andrew Gilding Peter Wright Gerwyn Price Jonny Clayton Rob Cross James Wade Gary Anderson |                     |
| World Grand Prix             | 2023                | Winnaar             | Luke Humphries             | Michael Smith Michael van Gerwen Nathan Aspinall Luke Humphries Chris Dobey Andrew Gilding Peter Wright Gerwyn Price Jonny Clayton Rob Cross James Wade Gary Anderson |                     |
| The Masters                  | 2023                | Winnaar             | Chris Dobey                | Michael Smith Michael van Gerwen Nathan Aspinall Luke Humphries Chris Dobey Andrew Gilding Peter Wright Gerwyn Price Jonny Clayton Rob Cross James Wade Gary Anderson |                     |
| UK Open                      | 2023                | Winnaar             | Andrew Gilding             | Michael Smith Michael van Gerwen Nathan Aspinall Luke Humphries Chris Dobey Andrew Gilding Peter Wright Gerwyn Price Jonny Clayton Rob Cross James Wade Gary Anderson |                     |
| European Darts Championship  | 2023                | Winnaar             | Peter Wright               | Michael Smith Michael van Gerwen Nathan Aspinall Luke Humphries Chris Dobey Andrew Gilding Peter Wright Gerwyn Price Jonny Clayton Rob Cross James Wade Gary Anderson |                     |
| Players Championship Finals  | 2022                | Winnaar             | Michael van Gerwen         | Michael Smith Michael van Gerwen Nathan Aspinall Luke Humphries Chris Dobey Andrew Gilding Peter Wright Gerwyn Price Jonny Clayton Rob Cross James Wade Gary Anderson |                     |
| World Series of Darts Finals | 2023                | Winnaar             | Michael van Gerwen         | Michael Smith Michael van Gerwen Nathan Aspinall Luke Humphries Chris Dobey Andrew Gilding Peter Wright Gerwyn Price Jonny Clayton Rob Cross James Wade Gary Anderson |                     |
| World Cup of Darts           | 2023                | Winnaars            | Gerwyn Price Jonny Clayton | Michael Smith Michael van Gerwen Nathan Aspinall Luke Humphries Chris Dobey Andrew Gilding Peter Wright Gerwyn Price Jonny Clayton Rob Cross James Wade Gary Anderson |                     |
| PDC World Darts Championship | 2023                | Runner-up           | Michael van Gerwen         | Michael Smith Michael van Gerwen Nathan Aspinall Luke Humphries Chris Dobey Andrew Gilding Peter Wright Gerwyn Price Jonny Clayton Rob Cross James Wade Gary Anderson |                     |
| Grand Slam of Darts          | 2022                | Runner-up           | Nathan Aspinall            | Michael Smith Michael van Gerwen Nathan Aspinall Luke Humphries Chris Dobey Andrew Gilding Peter Wright Gerwyn Price Jonny Clayton Rob Cross James Wade Gary Anderson |                     |
| Premier League Darts         | 2023                | Runner-up           | Gerwyn Price               | Michael Smith Michael van Gerwen Nathan Aspinall Luke Humphries Chris Dobey Andrew Gilding Peter Wright Gerwyn Price Jonny Clayton Rob Cross James Wade Gary Anderson |                     |
| World Matchplay              | 2023                | Runner-up           | Jonny Clayton              | Michael Smith Michael van Gerwen Nathan Aspinall Luke Humphries Chris Dobey Andrew Gilding Peter Wright Gerwyn Price Jonny Clayton Rob Cross James Wade Gary Anderson |                     |
| World Grand Prix             | 2023                | Runner-up           | Gerwyn Price               | Michael Smith Michael van Gerwen Nathan Aspinall Luke Humphries Chris Dobey Andrew Gilding Peter Wright Gerwyn Price Jonny Clayton Rob Cross James Wade Gary Anderson |                     |
| The Masters                  | 2023                | Runner-up           | Rob Cross                  | Michael Smith Michael van Gerwen Nathan Aspinall Luke Humphries Chris Dobey Andrew Gilding Peter Wright Gerwyn Price Jonny Clayton Rob Cross James Wade Gary Anderson |                     |
| UK Open                      | 2023                | Runner-up           | Michael van Gerwen         | Michael Smith Michael van Gerwen Nathan Aspinall Luke Humphries Chris Dobey Andrew Gilding Peter Wright Gerwyn Price Jonny Clayton Rob Cross James Wade Gary Anderson |                     |
| European Darts Championship  | 2023                | Runner-up           | James Wade                 | Michael Smith Michael van Gerwen Nathan Aspinall Luke Humphries Chris Dobey Andrew Gilding Peter Wright Gerwyn Price Jonny Clayton Rob Cross James Wade Gary Anderson |                     |
| Players Championship Finals  | 2022                | Runner-up           | Rob Cross                  | Michael Smith Michael van Gerwen Nathan Aspinall Luke Humphries Chris Dobey Andrew Gilding Peter Wright Gerwyn Price Jonny Clayton Rob Cross James Wade Gary Anderson |                     |
| World Series of Darts Finals | 2023                | Runner-up           | Nathan Aspinall            | Michael Smith Michael van Gerwen Nathan Aspinall Luke Humphries Chris Dobey Andrew Gilding Peter Wright Gerwyn Price Jonny Clayton Rob Cross James Wade Gary Anderson |                     |
| World Cup of Darts           | 2023                | Runners-up          | Peter Wright Gary Anderson | Michael Smith Michael van Gerwen Nathan Aspinall Luke Humphries Chris Dobey Andrew Gilding Peter Wright Gerwyn Price Jonny Clayton Rob Cross James Wade Gary Anderson |                     |

Als de lijst met gekwalificeerden van de hoofdtoernooien minder dan het vereiste aantal van 16 spelers opleverde, werd het veld gevuld met de reservelijsten. De eerste lijst bestond uit de winnaars van de European Tour-evenementen van 2023, waarin de winnaars op de einddatum werden gerangschikt op volgorde van de Order of Merit-positie.

#### PDC Pro Tour European Tour
| PDC Pro Tour European Tour | PDC Pro Tour European Tour | PDC Pro Tour European Tour | PDC Pro Tour European Tour | PDC Pro Tour European Tour                          | PDC Pro Tour European Tour |
| Toernooi                   | Jaar                       | Positie                    | Speler                     |                                                     | Gekwalificeerd             |
| -------------------------- | -------------------------- | -------------------------- | -------------------------- | --------------------------------------------------- | -------------------------- |
| Baltic Sea Darts Open      | 2023                       | Winnaar                    | Dave Chisnall              | Dave Chisnall Krzysztof Ratajski Ricardo Pietreczko |                            |
| European Darts Open        | 2023                       | Winnaar                    | Gerwyn Price               | Dave Chisnall Krzysztof Ratajski Ricardo Pietreczko |                            |
| International Darts Open   | 2023                       | Winnaar                    | Gerwyn Price               | Dave Chisnall Krzysztof Ratajski Ricardo Pietreczko |                            |
| German Darts Grand Prix    | 2023                       | Winnaar                    | Michael Smith              | Dave Chisnall Krzysztof Ratajski Ricardo Pietreczko |                            |
| Austrian Darts Open        | 2023                       | Winnaar                    | Jonny Clayton              | Dave Chisnall Krzysztof Ratajski Ricardo Pietreczko |                            |
| Dutch Darts Championship   | 2023                       | Winnaar                    | Dave Chisnall              | Dave Chisnall Krzysztof Ratajski Ricardo Pietreczko |                            |
| Belgian Darts Open         | 2023                       | Winnaar                    | Michael van Gerwen         | Dave Chisnall Krzysztof Ratajski Ricardo Pietreczko |                            |
| Czech Darts Open           | 2023                       | Winnaar                    | Peter Wright               | Dave Chisnall Krzysztof Ratajski Ricardo Pietreczko |                            |
| European Darts Grand Prix  | 2023                       | Winnaar                    | Rob Cross                  | Dave Chisnall Krzysztof Ratajski Ricardo Pietreczko |                            |
| European Darts Matchplay   | 2023                       | Winnaar                    | Luke Humphries             | Dave Chisnall Krzysztof Ratajski Ricardo Pietreczko |                            |
| German Darts Open          | 2023                       | Winnaar                    | Krzysztof Ratajski         | Dave Chisnall Krzysztof Ratajski Ricardo Pietreczko |                            |
| Hungarian Darts Trophy     | 2023                       | Winnaar                    | Dave Chisnall              | Dave Chisnall Krzysztof Ratajski Ricardo Pietreczko |                            |
| German Darts Championship  | 2023                       | Winnaar                    | Ricardo Pietreczko         | Dave Chisnall Krzysztof Ratajski Ricardo Pietreczko |                            |

Als er nog steeds niet genoeg gekwalificeerden waren nadat European Tour-evenementen werden toegevoegd, werden de winnaars van de Players Championships-evenementen 2023 toegevoegd, eerst in het aantal gewonnen Players Championship-evenementen en vervolgens volgens de Order of Merit-ranglijst.

#### PDC Pro Tour Players Championships
| Players Championship 1  | Winnaar | Ryan Searle              | Dirk van Duijvenbode |
| Players Championship 2  | Winnaar | Danny Noppert            | Dirk van Duijvenbode |
| Players Championship 3  | Winnaar | Kim Huybrechts           | Dirk van Duijvenbode |
| Players Championship 4  | Winnaar | Dirk van Duijvenbode     | Dirk van Duijvenbode |
| Players Championship 5  | Winnaar | Ross Smith               | Dirk van Duijvenbode |
| Players Championship 6  | Winnaar | Dirk van Duijvenbode (2) | Dirk van Duijvenbode |
| Players Championship 7  | Winnaar | Michael van Gerwen       | Dirk van Duijvenbode |
| Players Championship 8  | Winnaar | Gary Anderson            | Dirk van Duijvenbode |
| Players Championship 9  | Winnaar | Krzysztof Ratajski       | Dirk van Duijvenbode |
| Players Championship 10 | Winnaar | Dirk van Duijvenbode (3) | Dirk van Duijvenbode |
| Players Championship 11 | Winnaar | Rob Cross                | Dirk van Duijvenbode |
| Players Championship 12 | Winnaar | Jonny Clayton            | Dirk van Duijvenbode |
| Players Championship 13 | Winnaar | Michael Smith            | Dirk van Duijvenbode |
| Players Championship 14 | Winnaar | Damon Heta               | Dirk van Duijvenbode |
| Players Championship 15 | Winnaar | Luke Humphries           | Dirk van Duijvenbode |
| Players Championship 16 | Winnaar | Damon Heta (2)           | Dirk van Duijvenbode |
| Players Championship 17 | Winnaar | Gerwyn Price             | Dirk van Duijvenbode |
| Players Championship 18 | Winnaar | Gerwyn Price (2)         | Dirk van Duijvenbode |
| Players Championship 19 | Winnaar | Callan Rydz              | Dirk van Duijvenbode |
| Players Championship 20 | Winnaar | Luke Humphries (2)       | Dirk van Duijvenbode |
| Players Championship 21 | Winnaar | Gerwyn Price (3)         | Dirk van Duijvenbode |
| Players Championship 22 | Winnaar | Danny Noppert (2)        | Dirk van Duijvenbode |
| Players Championship 23 | Winnaar | Dave Chisnall            | Dirk van Duijvenbode |
| Players Championship 24 | Winnaar | Gary Anderson (2)        | Dirk van Duijvenbode |
| Players Championship 25 | Winnaar | Gary Anderson (3)        | Dirk van Duijvenbode |
| Players Championship 26 | Winnaar | Ryan Joyce               | Dirk van Duijvenbode |
| Players Championship 27 | Winnaar | Radosław Szagański       | Dirk van Duijvenbode |
| Players Championship 28 | Winnaar | Ross Smith (2)           | Dirk van Duijvenbode |
| Players Championship 29 | Winnaar | Gerwyn Price (4)         | Dirk van Duijvenbode |
| Players Championship 30 | Winnaar | Dave Chisnall (2)        | Dirk van Duijvenbode |

#### PDC Qualifiers
Acht spelers konden zich plaatsen via de Qualifier voor Tour Card-houders op 3 november.
| - Danny Noppert - Stephen Bunting - Ryan Searle - Nathan Rafferty - Damon Heta - Steve Lennon - Martijn Kleermaker - Brendan Dolan |

#### Aanvullende Qualifiers
| PDC Hoofdtoernooien          | PDC Hoofdtoernooien | PDC Hoofdtoernooien      | PDC Hoofdtoernooien | PDC Hoofdtoernooien                                                                                            | PDC Hoofdtoernooien |
| Toernooi                     | Jaar                | Positie                  | Speler              | | Gekwalificeerd      |
| ---------------------------- | ------------------- | ------------------------ | ------------------- | --- | ------------------- |
| PDC World Youth Championship | 2022                | Winnaar                  | Josh Rock           | Josh Rock Nathan Girvan Berry van Peer Gian van Veen Beau Greaves Fallon Sherrock Haruki Muramatsu Stowe Buntz |                     |
| PDC World Youth Championship | 2022                | Runner-up                | Nathan Girvan       | Josh Rock Nathan Girvan Berry van Peer Gian van Veen Beau Greaves Fallon Sherrock Haruki Muramatsu Stowe Buntz |                     |
| PDC Challenge Tour           | 2023                | Order of Merit-winnaar   | Berry van Peer      | Josh Rock Nathan Girvan Berry van Peer Gian van Veen Beau Greaves Fallon Sherrock Haruki Muramatsu Stowe Buntz |                     |
| PDC Development Tour         | 2023                | Order of Merit-winnaar   | Gian van Veen       | Josh Rock Nathan Girvan Berry van Peer Gian van Veen Beau Greaves Fallon Sherrock Haruki Muramatsu Stowe Buntz |                     |
| Women's World Matchplay      | 2023                | Winnaar                  | Beau Greaves        | Josh Rock Nathan Girvan Berry van Peer Gian van Veen Beau Greaves Fallon Sherrock Haruki Muramatsu Stowe Buntz |                     |
| PDC Women's Series           | 2023                | Order of Merit-runner up | Fallon Sherrock     | Josh Rock Nathan Girvan Berry van Peer Gian van Veen Beau Greaves Fallon Sherrock Haruki Muramatsu Stowe Buntz |                     |
| PDC Asian Championship       | 2023                | Winnaar                  | Haruki Muramatsu    | Josh Rock Nathan Girvan Berry van Peer Gian van Veen Beau Greaves Fallon Sherrock Haruki Muramatsu Stowe Buntz |                     |
| CDC Continental Cup          | 2023                | Winnaar                  | Stowe Buntz         | Josh Rock Nathan Girvan Berry van Peer Gian van Veen Beau Greaves Fallon Sherrock Haruki Muramatsu Stowe Buntz |                     |

## Toernooioverzicht

### Potindeling
De loting vond plaats op 6 november, waarbij voor elke groep een speler uit elke pot werd geloot.
| Pot A | Pot B | Pot C | Pot D |
| --- | --- | --- | --- |
| Michael Smith (1) Peter Wright (2) Michael van Gerwen (3) Luke Humphries (4) Gerwyn Price (5) Nathan Aspinall (6) Danny Noppert (7) Jonny Clayton (8) | Rob Cross (9) Dirk van Duijvenbode (10) Dave Chisnall (11) Damon Heta (13) James Wade (14) Ryan Searle (16) Chris Dobey (18) Andrew Gilding (19) | Gary Anderson (20) Stephen Bunting (24) Krzysztof Ratajski (25) Josh Rock (26) Brendan Dolan (28) Ricardo Pietreczko (44) Martijn Kleermaker (46) Gian van Veen (52) | Steve Lennon (62) Nathan Rafferty (67) Berry van Peer (115) Stowe Buntz Nathan Girvan Beau Greaves Haruki Muramatsu Fallon Sherrock |

### Groepsfase

#### Groep A
| Datum   | Speler             | Gem.    | Score | Gem.     | Speler             |
| ------- | ------------------ | ------- | ----- | -------- | ------------------ |
| 11 nov. | James Wade         | (96.46) | 4 – 5 | (99.30)  | Krzysztof Ratajski |
| 11 nov. | Michael Smith      | (98.91) | 5 – 2 | (84.00)  | Nathan Girvan      |
| 12 nov. | James Wade         | (84.12) | 5 – 2 | (78.66)  | Nathan Girvan      |
| 12 nov. | Michael Smith      | (88.99) | 5 – 4 | (101.00) | Krzysztof Ratajski |
| 13 nov. | Krzysztof Ratajski | (89.39) | 5 – 1 | (78.69)  | Nathan Girvan      |
| 13 nov. | Michael Smith      | (92.20) | 1 – 5 | (90.49)  | James Wade         |

| Pos. | Speler             | Wedstrijden | Wedstrijden | Wedstrijden | Legs | Legs | Legs  | Punten |
| ---- | ------------------ | ----------- | ----------- | ----------- | ---- | ---- | ----- | ------ |
| Pos. | Speler             | G           | W           | V           | LV   | LT   | Saldo | Punten |
| 1    | James Wade         | 3           | 2           | 1           | 14   | 8    | +6    | 4      |
| 2    | Krzysztof Ratajski | 3           | 2           | 1           | 14   | 10   | +4    | 4      |
| 3    | Michael Smith      | 3           | 2           | 1           | 11   | 11   | 0     | 4      |
| 4    | Nathan Girvan      | 3           | 0           | 3           | 5    | 15   | -10   | 0      |

#### Groep B
| Datum   | Speler        | Gem.    | Score | Gem.    | Speler         |
| ------- | ------------- | ------- | ----- | ------- | -------------- |
| 11 nov. | Chris Dobey   | (85.81) | 2 – 5 | (91.98) | Josh Rock      |
| 11 nov. | Jonny Clayton | (90.59) | 5 – 2 | (92.89) | Berry van Peer |
| 12 nov. | Chris Dobey   | (92.72) | 5 – 4 | (93.11) | Berry van Peer |
| 12 nov. | Jonny Clayton | (82.59) | 1 – 5 | (91.71) | Josh Rock      |
| 13 nov. | Josh Rock     | (84.24) | 5 – 1 | (84.79) | Berry van Peer |
| 13 nov. | Jonny Clayton | (90.73) | 3 – 5 | (96.74) | Chris Dobey    |

| Pos. | Speler         | Wedstrijden | Wedstrijden | Wedstrijden | Legs | Legs | Legs  | Punten |
| ---- | -------------- | ----------- | ----------- | ----------- | ---- | ---- | ----- | ------ |
| Pos. | Speler         | G           | W           | V           | LV   | LT   | Saldo | Punten |
| 1    | Josh Rock      | 3           | 3           | 0           | 15   | 4    | +11   | 6      |
| 2    | Chris Dobey    | 3           | 2           | 1           | 12   | 12   | 0     | 4      |
| 3    | Jonny Clayton  | 3           | 1           | 2           | 9    | 12   | -3    | 2      |
| 4    | Berry van Peer | 3           | 0           | 3           | 7    | 15   | -8    | 0      |

#### Groep C
| Datum   | Speler               | Gem.     | Score | Gem.    | Speler               |
| ------- | -------------------- | -------- | ----- | ------- | -------------------- |
| 11 nov. | Dirk van Duijvenbode | (85.63)  | 4 – 5 | (96.37) | Gary Anderson        |
| 11 nov. | Luke Humphries       | (100.51) | 5 – 2 | (96.13) | Steve Lennon         |
| 12 nov. | Dirk van Duijvenbode | (83.86)  | 5 – 2 | (84.08) | Steve Lennon         |
| 12 nov. | Luke Humphries       | (100.87) | 5 – 1 | (93.51) | Gary Anderson        |
| 13 nov. | Gary Anderson        | (102.77) | 5 – 1 | (85.86) | Steve Lennon         |
| 13 nov. | Luke Humphries       | (101.93) | 5 – 1 | (77.06) | Dirk van Duijvenbode |

| Pos. | Speler               | Wedstrijden | Wedstrijden | Wedstrijden | Legs | Legs | Legs  | Punten |
| ---- | -------------------- | ----------- | ----------- | ----------- | ---- | ---- | ----- | ------ |
| Pos. | Speler               | G           | W           | V           | LV   | LT   | Saldo | Punten |
| 1    | Luke Humphries       | 3           | 3           | 0           | 15   | 4    | +11   | 6      |
| 2    | Gary Anderson        | 3           | 2           | 1           | 11   | 10   | +1    | 4      |
| 3    | Dirk van Duijvenbode | 3           | 1           | 2           | 10   | 12   | -2    | 2      |
| 4    | Steve Lennon         | 3           | 0           | 3           | 5    | 15   | -10   | 0      |

#### Groep D
| Datum   | Speler        | Gem.     | Score | Gem.     | Speler          |
| ------- | ------------- | -------- | ----- | -------- | --------------- |
| 11 nov. | Ryan Searle   | (91.24)  | 5 – 4 | (89.96)  | Gian van Veen   |
| 11 nov. | Gerwyn Price  | (95.31)  | 5 – 1 | (95.68)  | Nathan Rafferty |
| 12 nov. | Gian van Veen | (94.63)  | 2 – 5 | (103.09) | Nathan Rafferty |
| 12 nov. | Gerwyn Price  | (110.51) | 5 – 0 | (94.67)  | Ryan Searle     |
| 13 nov. | Gerwyn Price  | (112.30) | 5 – 1 | (99.04)  | Gian van Veen   |
| 13 nov. | Ryan Searle   | (99.25)  | 5 – 3 | (87.19)  | Nathan Rafferty |

| Pos. | Speler          | Wedstrijden | Wedstrijden | Wedstrijden | Legs | Legs | Legs  | Punten |
| ---- | --------------- | ----------- | ----------- | ----------- | ---- | ---- | ----- | ------ |
| Pos. | Speler          | G           | W           | V           | LV   | LT   | Saldo | Punten |
| 1    | Gerwyn Price    | 3           | 3           | 0           | 15   | 2    | +13   | 6      |
| 2    | Ryan Searle     | 3           | 2           | 1           | 10   | 12   | -2    | 4      |
| 3    | Nathan Rafferty | 3           | 1           | 2           | 9    | 12   | -3    | 2      |
| 4    | Gian van Veen   | 3           | 0           | 3           | 7    | 15   | -8    | 0      |

#### Groep E
| Datum   | Speler          | Gem.    | Score | Gem.     | Speler          |
| ------- | --------------- | ------- | ----- | -------- | --------------- |
| 11 nov. | Dave Chisnall   | (99.91) | 4 – 5 | (95.93)  | Stephen Bunting |
| 11 nov. | Peter Wright    | (81.00) | 1 – 5 | (102.28) | Stowe Buntz     |
| 12 nov. | Peter Wright    | (93.85) | 5 – 4 | (88.93)  | Dave Chisnall   |
| 12 nov. | Stephen Bunting | (95.87) | 3 – 5 | (88.46)  | Stowe Buntz     |
| 14 nov. | Dave Chisnall   | (90.68) | 5 – 4 | (88.79)  | Stowe Buntz     |
| 14 nov. | Peter Wright    | (92.90) | 3 – 5 | (99.38)  | Stephen Bunting |

| Pos. | Speler          | Wedstrijden | Wedstrijden | Wedstrijden | Legs | Legs | Legs  | Punten |
| ---- | --------------- | ----------- | ----------- | ----------- | ---- | ---- | ----- | ------ |
| Pos. | Speler          | G           | W           | V           | LV   | LT   | Saldo | Punten |
| 1    | Stowe Buntz     | 3           | 2           | 1           | 14   | 9    | +5    | 4      |
| 2    | Stephen Bunting | 3           | 2           | 1           | 13   | 12   | +1    | 4      |
| 3    | Dave Chisnall   | 3           | 1           | 2           | 13   | 14   | -1    | 2      |
| 4    | Peter Wright    | 3           | 1           | 2           | 9    | 14   | -5    | 2      |

#### Groep F
| Datum   | Speler         | Gem.    | Score | Gem.    | Speler           |
| ------- | -------------- | ------- | ----- | ------- | ---------------- |
| 11 nov. | Andrew Gilding | (89.72) | 5 – 3 | (85.32) | Brendan Dolan    |
| 11 nov. | Danny Noppert  | (86.15) | 5 – 3 | (90.41) | Haruki Muramatsu |
| 12 nov. | Brendan Dolan  | (97.46) | 5 – 2 | (86.00) | Haruki Muramatsu |
| 12 nov. | Danny Noppert  | (96.91) | 5 – 3 | (92.49) | Andrew Gilding   |
| 14 nov. | Andrew Gilding | (99.82) | 5 – 1 | (85.10) | Haruki Muramatsu |
| 14 nov. | Danny Noppert  | (86.62) | 5 – 4 | (88.85) | Brendan Dolan    |

| Pos. | Speler           | Wedstrijden | Wedstrijden | Wedstrijden | Legs | Legs | Legs  | Punten |
| ---- | ---------------- | ----------- | ----------- | ----------- | ---- | ---- | ----- | ------ |
| Pos. | Speler           | G           | W           | V           | LV   | LT   | Saldo | Punten |
| 1    | Danny Noppert    | 3           | 3           | 0           | 15   | 10   | +5    | 6      |
| 2    | Andrew Gilding   | 3           | 2           | 1           | 13   | 9    | +4    | 4      |
| 3    | Brendan Dolan    | 3           | 1           | 2           | 12   | 12   | 0     | 2      |
| 4    | Haruki Muramatsu | 3           | 0           | 3           | 6    | 15   | -9    | 0      |

#### Groep G
| Datum   | Speler             | Gem.     | Score | Gem.    | Speler             |
| ------- | ------------------ | -------- | ----- | ------- | ------------------ |
| 11 nov. | Rob Cross          | (96.39)  | 5 – 4 | (89.64) | Martijn Kleermaker |
| 11 nov. | Michael van Gerwen | (101.30) | 5 – 1 | (92.67) | Fallon Sherrock    |
| 12 nov. | Martijn Kleermaker | (87.48)  | 4 – 5 | (85.90) | Fallon Sherrock    |
| 12 nov. | Michael van Gerwen | (94.58)  | 5 – 4 | (97.19) | Rob Cross          |
| 14 nov. | Michael van Gerwen | (90.27)  | 5 – 4 | (81.10) | Martijn Kleermaker |
| 14 nov. | Rob Cross          | (98.36)  | 5 – 2 | (88.22) | Fallon Sherrock    |

| Pos. | Speler             | Wedstrijden | Wedstrijden | Wedstrijden | Legs | Legs | Legs  | Punten |
| ---- | ------------------ | ----------- | ----------- | ----------- | ---- | ---- | ----- | ------ |
| Pos. | Speler             | G           | W           | V           | LV   | LT   | Saldo | Punten |
| 1    | Michael van Gerwen | 3           | 3           | 0           | 15   | 9    | +6    | 6      |
| 2    | Rob Cross          | 3           | 2           | 1           | 14   | 11   | +3    | 4      |
| 3    | Fallon Sherrock    | 3           | 1           | 2           | 8    | 14   | -6    | 2      |
| 4    | Martijn Kleermaker | 3           | 0           | 3           | 12   | 15   | -3    | 0      |

#### Groep H
| Datum   | Speler             | Gem.    | Score | Gem.    | Speler             |
| ------- | ------------------ | ------- | ----- | ------- | ------------------ |
| 11 nov. | Damon Heta         | (98.40) | 5 – 4 | (92.44) | Ricardo Pietreczko |
| 11 nov. | Nathan Aspinall    | (97.12) | 5 – 4 | (88.10) | Beau Greaves       |
| 12 nov. | Ricardo Pietreczko | (93.69) | 1 – 5 | (95.57) | Beau Greaves       |
| 12 nov. | Nathan Aspinall    | (94.83) | 5 – 2 | (90.37) | Damon Heta         |
| 14 nov. | Nathan Aspinall    | (82.71) | 4 – 5 | (87.82) | Ricardo Pietreczko |
| 14 nov. | Damon Heta         | (92.96) | 5 – 4 | (90.94) | Beau Greaves       |

| Pos. | Speler             | Wedstrijden | Wedstrijden | Wedstrijden | Legs | Legs | Legs  | Punten |
| ---- | ------------------ | ----------- | ----------- | ----------- | ---- | ---- | ----- | ------ |
| Pos. | Speler             | G           | W           | V           | LV   | LT   | Saldo | Punten |
| 1    | Nathan Aspinall    | 3           | 2           | 1           | 14   | 11   | +3    | 4      |
| 2    | Damon Heta         | 3           | 2           | 1           | 12   | 13   | -1    | 4      |
| 3    | Beau Greaves       | 3           | 1           | 2           | 13   | 11   | +2    | 2      |
| 4    | Ricardo Pietreczko | 3           | 1           | 2           | 10   | 14   | -4    | 2      |

### Knockout-fase
|  | Tweede ronde (best of 19 legs) 15-16 november | Tweede ronde (best of 19 legs) 15-16 november | Tweede ronde (best of 19 legs) 15-16 november |    |                            | Kwartfinale (best of 31 legs) 17-18 november | Kwartfinale (best of 31 legs) 17-18 november | Kwartfinale (best of 31 legs) 17-18 november |  |    | Halve finale (best of 31 legs) 19 november | Halve finale (best of 31 legs) 19 november | Halve finale (best of 31 legs) 19 november |  |    | Finale (best of 31 legs) 19 november | Finale (best of 31 legs) 19 november | Finale (best of 31 legs) 19 november |
|  |                                               |                                               |                                               |    |                            |                                              |                                              |                                              |  |    |                                            |                                            |                                            |  |    |                                      |                                      |                                      |
|  | A1                                            | James Wade (94.56)                            | 10                                            |    |                            |                                              |                                              |                                              |  |    |                                            |                                            |                                            |  |    |                                      |                                      |                                      |
|  | B2                                            | Chris Dobey (96.46)                           | 8                                             |    |                            |                                              |                                              |                                              |  |    |                                            |                                            |                                            |  |    |                                      |                                      |                                      |
|  | B2                                            | Chris Dobey (96.46)                           | 8                                             |    | A1                         | James Wade (95.56)                           | 16                                           |                                              |  |    |                                            |                                            |                                            |  |    |                                      |                                      |                                      |
|  |                                               |                                               |                                               |    | A1                         | James Wade (95.56)                           | 16                                           |                                              |  |    |                                            |                                            |                                            |  |    |                                      |                                      |                                      |
|  |                                               | B1                                            | Josh Rock (101.31)                            | 15 |                            |                                              |                                              |                                              |  |    |                                            |                                            |                                            |  |    |                                      |                                      |                                      |
|  | B1                                            | B1                                            | Josh Rock (101.31)                            | 15 | Josh Rock (97.38)          | 10                                           |                                              |                                              |  |    |                                            |                                            |                                            |  |    |                                      |                                      |                                      |
|  | B1                                            |                                               |                                               |    | Josh Rock (97.38)          | 10                                           |                                              |                                              |  |    |                                            |                                            |                                            |  |    |                                      |                                      |                                      |
|  | A2                                            | Krzysztof Ratajski (98.48)                    | 5                                             |    |                            |                                              |                                              |                                              |  |    |                                            |                                            |                                            |  |    |                                      |                                      |                                      |
|  | A2                                            | Krzysztof Ratajski (98.48)                    | 5                                             |    |                            |                                              |                                              |                                              |  | A1 | James Wade (89.45)                         | 10                                         |                                            |  |    |                                      |                                      |                                      |
|  |                                               |                                               |                                               |    |                            |                                              |                                              |                                              |  | A1 | James Wade (89.45)                         | 10                                         |                                            |  |    |                                      |                                      |                                      |
|  |                                               | C1                                            | Luke Humphries (95.80)                        | 16 |                            |                                              |                                              |                                              |  |    |                                            |                                            |                                            |  |    |                                      |                                      |                                      |
|  | C1                                            | C1                                            | Luke Humphries (95.80)                        | 16 | Luke Humphries (105.42)    | 10                                           |                                              |                                              |  |    |                                            |                                            |                                            |  |    |                                      |                                      |                                      |
|  | C1                                            |                                               |                                               |    | Luke Humphries (105.42)    | 10                                           |                                              |                                              |  |    |                                            |                                            |                                            |  |    |                                      |                                      |                                      |
|  | D2                                            | Ryan Searle (98.82)                           | 7                                             |    |                            |                                              |                                              |                                              |  |    |                                            |                                            |                                            |  |    |                                      |                                      |                                      |
|  | D2                                            | Ryan Searle (98.82)                           | 7                                             |    | C1                         | Luke Humphries (103.56)                      | 16                                           |                                              |  |    |                                            |                                            |                                            |  |    |                                      |                                      |                                      |
|  |                                               |                                               |                                               |    | C1                         | Luke Humphries (103.56)                      | 16                                           |                                              |  |    |                                            |                                            |                                            |  |    |                                      |                                      |                                      |
|  |                                               | C2                                            | Gary Anderson (99.61)                         | 14 |                            |                                              |                                              |                                              |  |    |                                            |                                            |                                            |  |    |                                      |                                      |                                      |
|  | D1                                            | C2                                            | Gary Anderson (99.61)                         | 14 | Gerwyn Price (103.54)      | 6                                            |                                              |                                              |  |    |                                            |                                            |                                            |  |    |                                      |                                      |                                      |
|  | D1                                            |                                               |                                               |    | Gerwyn Price (103.54)      | 6                                            |                                              |                                              |  |    |                                            |                                            |                                            |  |    |                                      |                                      |                                      |
|  | C2                                            | Gary Anderson (104.96)                        | 10                                            |    |                            |                                              |                                              |                                              |  |    |                                            |                                            |                                            |  |    |                                      |                                      |                                      |
|  | C2                                            | Gary Anderson (104.96)                        | 10                                            |    |                            |                                              |                                              |                                              |  |    |                                            |                                            |                                            |  | C1 | Luke Humphries (104.69)              | 16                                   |                                      |
|  |                                               |                                               |                                               |    |                            |                                              |                                              |                                              |  |    |                                            |                                            |                                            |  | C1 | Luke Humphries (104.69)              | 16                                   |                                      |
|  |                                               | G2                                            | Rob Cross (103.61)                            | 8  |                            |                                              |                                              |                                              |  |    |                                            |                                            |                                            |  |    |                                      |                                      |                                      |
|  | E1                                            | G2                                            | Rob Cross (103.61)                            | 8  | Stowe Buntz (88.06)        | 10                                           |                                              |                                              |  |    |                                            |                                            |                                            |  |    |                                      |                                      |                                      |
|  | E1                                            |                                               |                                               |    | Stowe Buntz (88.06)        | 10                                           |                                              |                                              |  |    |                                            |                                            |                                            |  |    |                                      |                                      |                                      |
|  | F2                                            | Andrew Gilding (91.74)                        | 5                                             |    |                            |                                              |                                              |                                              |  |    |                                            |                                            |                                            |  |    |                                      |                                      |                                      |
|  | F2                                            | Andrew Gilding (91.74)                        | 5                                             |    | E1                         | Stowe Buntz (89.87)                          | 8                                            |                                              |  |    |                                            |                                            |                                            |  |    |                                      |                                      |                                      |
|  |                                               |                                               |                                               |    | E1                         | Stowe Buntz (89.87)                          | 8                                            |                                              |  |    |                                            |                                            |                                            |  |    |                                      |                                      |                                      |
|  |                                               | E2                                            | Stephen Bunting (96.79)                       | 16 |                            |                                              |                                              |                                              |  |    |                                            |                                            |                                            |  |    |                                      |                                      |                                      |
|  | F1                                            | E2                                            | Stephen Bunting (96.79)                       | 16 | Danny Noppert (85.41)      | 4                                            |                                              |                                              |  |    |                                            |                                            |                                            |  |    |                                      |                                      |                                      |
|  | F1                                            |                                               |                                               |    | Danny Noppert (85.41)      | 4                                            |                                              |                                              |  |    |                                            |                                            |                                            |  |    |                                      |                                      |                                      |
|  | E2                                            | Stephen Bunting (90.83)                       | 10                                            |    |                            |                                              |                                              |                                              |  |    |                                            |                                            |                                            |  |    |                                      |                                      |                                      |
|  | E2                                            | Stephen Bunting (90.83)                       | 10                                            |    |                            |                                              |                                              |                                              |  | E2 | Stephen Bunting (95.34)                    | 13                                         |                                            |  |    |                                      |                                      |                                      |
|  |                                               |                                               |                                               |    |                            |                                              |                                              |                                              |  | E2 | Stephen Bunting (95.34)                    | 13                                         |                                            |  |    |                                      |                                      |                                      |
|  |                                               | G2                                            | Rob Cross (95.90)                             | 16 |                            |                                              |                                              |                                              |  |    |                                            |                                            |                                            |  |    |                                      |                                      |                                      |
|  | G1                                            | G2                                            | Rob Cross (95.90)                             | 16 | Michael van Gerwen (94.38) | 7                                            |                                              |                                              |  |    |                                            |                                            |                                            |  |    |                                      |                                      |                                      |
|  | G1                                            |                                               |                                               |    | Michael van Gerwen (94.38) | 7                                            |                                              |                                              |  |    |                                            |                                            |                                            |  |    |                                      |                                      |                                      |
|  | H2                                            | Damon Heta (91.23)                            | 10                                            |    |                            |                                              |                                              |                                              |  |    |                                            |                                            |                                            |  |    |                                      |                                      |                                      |
|  | H2                                            | Damon Heta (91.23)                            | 10                                            |    | H2                         | Damon Heta (92.11)                           | 6                                            |                                              |  |    |                                            |                                            |                                            |  |    |                                      |                                      |                                      |
|  |                                               |                                               |                                               |    | H2                         | Damon Heta (92.11)                           | 6                                            |                                              |  |    |                                            |                                            |                                            |  |    |                                      |                                      |                                      |
|  |                                               | G2                                            | Rob Cross (98.18)                             | 16 |                            |                                              |                                              |                                              |  |    |                                            |                                            |                                            |  |    |                                      |                                      |                                      |
|  | H1                                            | G2                                            | Rob Cross (98.18)                             | 16 | Nathan Aspinall (103.44)   | 8                                            |                                              |                                              |  |    |                                            |                                            |                                            |  |    |                                      |                                      |                                      |
|  | H1                                            |                                               |                                               |    | Nathan Aspinall (103.44)   | 8                                            |                                              |                                              |  |    |                                            |                                            |                                            |  |    |                                      |                                      |                                      |
|  | G2                                            | Rob Cross (103.97)                            | 10                                            |    |                            |                                              |                                              |                                              |  |    |                                            |                                            |                                            |  |    |                                      |                                      |                                      |

## Bijzonderheden
- Door in de tweede ronde Andrew Gilding te verslaan, werd Stowe Buntz de eerste Amerikaan die de kwartfinales haalde op de Grand Slam of Darts.

2007 · 2008 · 2009 · 2010 · 2011 · 2012 · 2013 · 2014 · 2015 · 2016 · 2017 · 2018 · 2019 · 2020 · 2021 · 2022 · 2023 · 2024 · 2025